# Dârjiu
Dârjiu là một xã thuộc hạt Harghita, România. Dân số thời điểm năm 2002 là 1177 người.